# Centro de interpretación de la mujer en el flamenco

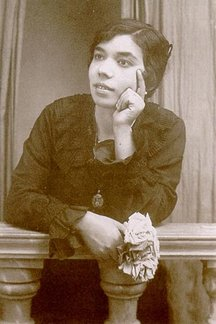
Pastora Pavón, La Niña de los Peines

El Centro de interpretación de la mujer en el flamenco (CIMFLA), anteriormente Museo de la mujer en el flamenco, está ubicado en la Casa del Aire, en Arahal (Sevilla). Es el único en el mundo que presenta el papel y la importancia de la mujer en la historia del flamenco a través de audiovisuales, paneles explicativos, trajes y otros objetos, que está dedicado a los tres palos artísticos del arte flamenco: cantaoras, tocaoras y bailaoras. Es, también, un homenaje a Pastora Pavón, La Niña de los Peines.
El cambio de nombre se debió a que no cumplía los requisitos para denominarse museo, al carecer de colección estable y de otras características que por ley tienen que cumplirse, aparte de la obligatoriedad de estar inscrito en el Registro de Museos de la Junta de Andalucía.
Es un centro que presenta un recorrido expositivo que muestra el papel de las mujeres en el arte flamenco en cualquiera de sus disciplinas, el cante, baile y toque, así como una representación de obras artísticas que muestran pinturas, esculturas y poemas relacionadas con la mujer en el flamenco.
El museo primitivo se inauguró en 2010 coincidiendo con el 120 aniversario del nacimiento de Pastora Pavón, La niña de los Peines, descendiente de Arahal a quien se rinde homenaje.
Como Centro de interpretación de la mujer en el flamenco (CIMFLA) se reinauguró el 23 de junio de 2022.  Centro de Interpretación, Centro de  Documentación e Investigación, Escuela de Arte Flamenco y Centro Cultural. Este proyecto se pretende generar una dinamización cultural, acciones educativas y pedagógicas y colaborar en el desarrollo económico y social del entorno.

## La sede
Tiene su sede en la Casa del Aire, en el municipio de Arahal (Sevilla). Es un edificio del siglo XVIII qué perteneció a la familia Benjumea-Troya y fue donado al municipio, quien lo convirtió en el único museo en el mundo dedicado a la mujer en el flamenco en el 2010, actualmente remodelado y con su nueva denominación. El Ayuntamiento de Arahal recibió el apoyo de la Diputación Provincial de Sevilla para la consecución del objetivo museístico, en el museo primitivo.
El proyecto de remodelación actual ha sido subvencionado por la Consejería de Turismo, Regeneración, Justicia y Adm Local.

## Organización
El centro está organizado en diferentes salas:
La Sala 1: Origen y Evolución del Flamenco/ Cantaoras. Etapa primitiva, nacimiento o proliferación de los Cafés cantantes, el teatro y la ópera flamenca, revaloración y etapa contemporánea, desde la óptica femenina. En esta sala se puede profundizar en el conocimiento de los muchos Palos Flamencos que existen.
La Sala 2: Evolución del traje y del baile/ Bailaoras. En esta sala se puede estudiar la evolución del traje flamenco femenino. Se exhiben ejemplares de complementos que han ido configurándolo, la peina, el mantón de manila y el abanico. Aparte se desarrolla el baile flamenco, destacando la biografía de algunas de la bailaoras flamencas más importantes.
La Sala 3:Instrumentos flamencos/ tocaoras. Una sala didáctica e interactiva, donde podremos conocer los instrumentos que tradicionalmente han formado parte del flamenco junto a otros que se han incorporado en las últimas décadas.
La Sala 4: La Niña de los Peines. Dedicada exclusivamente a la gran Pastora Pavón (1890-1969). Donde repasaremos su vida y obra mediante un interactivo que recoge algunos de sus registros sonoros, catalogados como Bien de Interés Cultural.
Todas la salas tienes audiovisuales e interactivos para aprender y conocer en profundidad el flamenco y la figura de la mujer en este arte. El flamenco fue declarado Patrimonio Inmaterial de la Humanidad por la UNESCO el 16 de noviembre de 2010.